# Phareicranaus
Phareicranaus is een geslacht van hooiwagens uit de familie Cranaidae.
De wetenschappelijke naam Phareicranaus is voor het eerst geldig gepubliceerd door Roewer in 1913. 

## Soorten
Phareicranaus omvat de volgende 11 soorten:
- Phareicranaus albigranulatus
- Phareicranaus albigyratus
- Phareicranaus albimedialis
- Phareicranaus calcariferus
- Phareicranaus cingulatus
- Phareicranaus festae
- Phareicranaus giganteus
- Phareicranaus magnus
- Phareicranaus ornatus
- Phareicranaus parallelus
- Phareicranaus x-albus